# Culturally Modified Trees

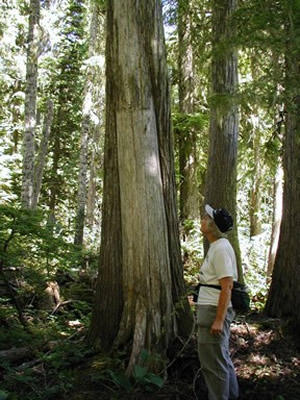
Un CMT nel Gifford Pinchot National Forest di Washington, USA

Culturally Modified Trees (da cui l'acronimo CMT) è un'espressione in lingua inglese che in italiano letteralmente traducibile con "alberi culturalmente modificati". Il termine sta, infatti, ad indicare le modifiche apportate alla vegetazione arborea da popolazioni indigene secondo la tradizione locale. Tali alberi hanno presso le culture indigene un significato piuttosto conosciuto, sebbene solo agli inizi degli anni ottanta gli scienziati hanno colto che i CMT potevano essere una preziosa risorsa per lo studio di alcune religioni; da qui per la prima volta il soprannome CMT archives (archivi CMT). Sebbene grandi risultati siano stati realizzati e la metodologia di analisi abbia visto un rilevante progresso, i CMT sono pressoché sconosciuti. Nell'ultimo periodo le targhette identificative riportanti l'espressione "Culturally Modified Trees" affisse allo Stanley Park di Vancouver hanno destato le attenzioni dei turisti.

## Circoscrizione del fenomeno
Sebbene il termine CMT sia riferito alle popolazioni indigene, principalmente in India, esso è altrettanto usato negli Stati Uniti e nel Canada occidentale. Nella Scandinavia settentrionale e Australia sudorientale l'espressione è in riferimento, rispettivamente, alla popolazione Sami e gli aborigeni australiani.